# 德卡斯特里
德卡斯特里是是俄罗斯联邦哈巴罗夫斯克边疆区乌尔奇斯基区的一个鞑靼海峡的港口小镇。2010年人口3238人。

## 语源学
地名来自法国海军元帅夏尔·欧仁·加布里埃尔·德·拉·克鲁瓦名字的俄语转译。他赞助了法国航海家探险家拉彼鲁兹伯爵让-弗朗索瓦·德·加洛作为欧洲人第一次发现该海湾。 

## 地理
位于鞑靼海峡Chikhachyova Bay，在1952年之前称作德卡斯特里湾。

## 历史
1787年7月25日，法国航海家探险家拉彼鲁兹伯爵让-弗朗索瓦·德·加洛在法国海军元帅夏尔·欧仁·加布里埃尔·德·拉·克鲁瓦的赞助下，率领远征探险船发现了这个海湾。
1853年设立居民点。直至五年后的瑷珲条约，才成为俄罗斯帝国的领土。
1854年克里木战争期间，英法联军围攻堪察加彼得罗巴甫洛夫斯克，俄罗斯帝国的太平洋舰队主力于1855年在海军少将瓦西里·札沃约撤退到阿穆尔河口，由于冰封，决定在破冰前暂撤退到德卡斯特里湾躲避英法海军主力。俄海军主力还是英法海军侦察发现，但及时通过鞑靼海峡撤入了阿穆尔河。英法海军以为萨哈林是个半岛，在鞑靼海峡南部以逸待劳等待了一整年。
安东·帕夫洛维奇·契诃夫1890年旅行到此地，写入了他的著作《萨哈林岛》。
日俄战争中，1905年7月10日日军在此登陆。
俄国内战中，1920年2月27日，俄国白军首领Ivan Vits率领的48人的小分队占领该地。不久苏俄红军夺回该地。Vits在Kloster-Kamp (现在的奥罗夫角)灯塔被枪决。
1932年，该地成为海军基地要塞，用于对抗日军从南萨哈林的可能的登陆。1941年建成了104座堡垒，部署了海军岸防炮营。战后，该地的军事设施废弃。

## 经济与交通
现在，该地为海上石油与天然气工业的出口港，建有德卡斯特里终端港。可接受11万吨油轮、5千吨散货轮。2006年建成长6km的浮码头以停靠巨型油轮。年出口60万立法木原木，1200万吨原油（2009年实际出口160万吨原油）。建设中的成品油输送管线，从阿穆尔河畔共青城炼厂，年出口4百万吨成品油。冬季需要破冰船，可全年通航。
有公路通阿穆尔河畔共青城。